# M’batto
M’batto  est une ville du centre-est de la Côte d'Ivoire dans la région du Moronou
La ville de M'batto est proche de celles de Bongouanou et de Dimbokro. M’batto est un chef-lieu de département et de communes et a une population  de 29 000 habitants en 2018. La ville de M'batto est habitée par l'ethnie Agni (dit les Agnis Môrôfoué), Sénoufos, Baoulés, etc. Les Agnis sont du groupe Akan. La langue agni est assez proche de celle parlée par les Baoulés. Les langues parlées sont Agnis, Bambara (Dioula).
La ville de M'batto a été l'une des villes qui ont connu le Miracle ivoirien des années 1960 à 1970. À cette époque de la dynamique économique de la Côte d'Ivoire, M'batto faisait partie du cercle de la boucle de cacao. M'batto est un nouveau département de la Côte d'Ivoire depuis 2009.

## Démographie
| 1975   | 1988   | 2010   | 2018   | 2021   |
| ------ | ------ | ------ | ------ | ------ |
| 10 057 | 15 814 | 25 470 | 29 000 | 76 129 |

## Infrastructures
M'batto est constituée de plusieurs quartiers dénommés : Dioulakro, Addis-Abeba, Cité verte, Château, Koko, Agnikro, Résidentiel.

### Économiques
- La gare routière
- Un marché couvert
- Les taxis communaux (abouba)

ce groupe OLAM n'est plus, le bâtiment  est transformé en une école professionnelle.

### Administratives
- Mairie
- Hôtel du Département
- Préfecture
- Sous-préfecture
- Brigade de la gendarmerie nationale
- Eaux et Forêts
- Anader
- Trésorerie

### Sanitaires
- Hôpital Général Félix Houphouët-Boigny
- Clinique
- Une pharmacie

### Scolaires
| Écoles primaires | Écoles secondaires |
| --- | --- |
| - EPC Dar El Hadiss - Groupe scolaire EPP - EPP Plateau - EPC Saint-François-Xavier - EPC Sainte-Marie - EPP Soro Guillaume - EPP BAD - EPP Protestant | Epc Sabir wanour - Collège privé Dar El Hadiss - Lycée Moderne M'batto - Collège Moderne De Kouadio - Collège Moderne La Mémoire - Collège Moderne Le Tremplin - Collège Moderne Allirand - Collège Moderne intellect - Collège Moderne Precellence - Collège Moderne la vitrine |

### Culturelles

#### cultes
- Paroisse Saint-François-Xavier
- Église CMA
- Église Méthodiste unie
- Église Harris
- Église Assemblée de Dieu
- Mosquée de Dioulakro
- Mosquée de kôkô  Ismael camara

#### hôtelières
Hôtels : Le Relais, Badjô, Lac, Sahoua, Yafama, Royal, la verdure , Auberge

#### Autres
- Caisse d’Épargne
- Microfinance MIMOYÉ
- La Poste
- COOPEC

## Associations de ville
- MUDEM (Mutuelle de Développement de M'batto).

## Sport
La localité dispose d'un Club de Football, HORMESSON FC qui évolue en MTN Ligue3.

## Personnalités liées à la ville
- Véronique Aka épouse Bra Kanon, femme politique (Vice-Présidente de l'Assemblée Nationale, Députée de M'batto).
- Kouamé Koua Jacob, Maire de M'Batto.
- Asseké Kadio Pascal, 1er Adjoint au Maire.
- N'guetta Kadio François et Koné Drissa, 2ème et 3ème Adjoint au Maire.
- Adou Kouamé Joachim, 4ème Adjoint au Maire.
- Kongo blaise

## Villes voisines
- Bongouanou
- Tiémélékro
- Anoumaba